# Jerónimo de Alderete
Jerónimo de Alderete y Mercado (Olmedo, 1518 circa – Taboga, 7 aprile 1556) fu un conquistador spagnolo nominato Governatore Reale del Cile, ma che morì prima di assumere l'incarico.

## Gioventù
Alderete nacque ad Olmedo, Castiglia, nel 1518, da Francisco de Mercado e da Isabel de Alderete. Giunse in Perù nel 1535, agli ordini di Diego de Rojas il quale aveva intenzione di conquistare la regione di Gran Chaco. La spedizione incontrò numerose difficoltà nel tentativo di raggiungere il fiume Pilcomayo. Alderete si insediò a Tarija finché non entrò a far parte del gruppo di Francisco de Aguirre che si unì a Pedro de Valdivia nella conquista del Cile del 1540.

## In Cile
Fece parte della spedizione di Pedro de Valdivia che si fermò nella valle Mapocho del Cile nel 1540. Fu regidor del primo governo cittadino di Santiago del Cile nel 1541. Nel 1544 si unì alla spedizione di Giovanni Battista Pasteneche esplorò le terre a sud dello stretto di Magellano, imbarcato sul veliero San Pedro.
Nel 1550, durante la campagna tesa alla fondazione di Concepción, guidò una carica della cavalleria che sconfisse una divisione di Mapuche nel corso della battaglia di Penco. Nel 1552 Valdivia ordinò a Jerónimo de Alderete di inoltrarsi nell'entroterra costruendo un forte presso il Lago Villarrica, e così nacque la fortezza situata nei pressi dell'odierna Villarrica.

## In Europa
Alla fine del 1552, Pedro de Valdivia mandò Alderete a negoziare la riconferma del proprio governatorato con Carlo V, ma dopo l'arrivo in Spagna scoprì che l'imperatore aveva già trasferito la sovranità del Regno del Cile al figlio Filippo II, che in quel periodo abitava in Inghilterra. Alderete si spostò quindi a Londra, dove incontrò il re ottenendo da lui il governatorato a vita per conto di Valdivia. Mentre stava tornando in Spagna per imbarcarsi di nuovo verso il Cile, ricevette la notizia della morte di Valdivia, per cui dovette tornare di nuovo in Inghilterra, dove il re lo nominò successore di Valdivia il 17 ottobre 1554, assegnandogli i titoli di Adelantado e di Cavaliere di Santiago.
Nel frattempo, in Cile Valdivia lo aveva nominato suo successore come Governatore Reale, ma la scelta fu annullata dal viceré del Perù Melchor Bravo de Saravia, il quale nominò un governatore ad interim. Mentre Alderete stava tornando in America per assumere l'incarico, fu colpito dalla febbre gialla a Panama, dove morì il 7 aprile 1556.